# Rick DeVito
Rick DeVito, echte naam Erick Hogendorp (Saparua, 26 februari 1954 – Ibiza, 26 juni 2018), was een Nederlands zanger.

## Loopbaan
DeVito speelde vanaf de jaren zeventig met gitarist Age Kat in de Rotterdamse soul- en funkbands Frozen Frogs en The Frog. Nadat The Frog in 1984 uit elkaar viel, ging DeVito verder als Rickey & the Frog en vanaf 1988 als Rick DeVito. Hij bracht de cd Good Times uit en had met het Stones-nummer Satisfaction succes in Duitsland en Scandinavië.
In 1992 kwam DeVito met de cd The Beginning. Het nummer Tower of Babylon werd geregeld op de radio gedraaid en verscheen op het verzamelalbum 2 Meter Sessies (volume 3). Met de single Eva haalde hij een notering in de Top 40. Met het album Tribute To The Lifestyle, in 1994 uitgebracht onder de bandnaam Rick De Vito Band, werd het succes van de voorganger niet geëvenaard. In 1996 vormde DeVito met Dolf Jansen, Ilse DeLange en Reniet Vrieze de gelegenheidspopgroep Wij, die een hitje scoorde met de single De oorlog meegemaakt.
In 2002 kwam DeVito met een nieuw album Loverman en zong hij het nummer Summer In The City van Soulvation in. Met Angela Groothuizen bracht hij de single Sweet Summer Kisses uit. Het jaar daarop stopte hij met optredens en enkele jaren later verhuisde hij naar Ibiza. In 2009 verscheen het album Document II: Recordings From The Road 1983-2008 met zowel oud als nieuw werk.
DeVito had sinds 2001 hartproblemen en leed de laatste jaren van zijn leven aan kanker. Hij overleed in 2018 op 64-jarige leeftijd in een ziekenhuis op Ibiza.

## Discografie

### Albums
- Be Kind to Animals, Kiss a Frog (1982, met The Frog)
- Document (1984, met The Frog)
- Capricorn (1985, uitgebracht als Rickey & the Frog)
- Good Times (1988)
- The Beginning (1992)
- Tribute To The Lifestyle (1994, uitgebracht als Rick De Vito Band)
- Loverman (2002)
- Document II: Recordings From The Road 1983-2008 (2009)

### Singles
- Satisfaction (1988)
- Tower of Babylon (1991)
- Eva (1992)
- What Does It Matter? (1992)
- Never In My Life (1994)
- 1990 (1994)
- Tribute (1994)
- Sweet Summer Kisses (2002, duet met Angela Groothuizen)